# Svarttjärnen (Mangskogs socken, Värmland)
Svarttjärnen är en sjö i Arvika kommun i Värmland och ingår i Göta älvs huvudavrinningsområde.